# 狩勝 (列車)
狩勝（かりかち）は、北海道旅客鉄道（JR北海道）が滝川駅 - 東鹿越駅間を根室本線経由で運行していた快速列車である。
かつては滝川駅・旭川駅 - 帯広駅間を通して運転していた。2016年（平成28年）8月の台風被害の影響により滝川発の北端部の区間のみ残存していたが、2024年3月のダイヤ改正で普通列車に格下げされ、廃止された。

## 概要
1990年（平成2年）9月1日に廃止された急行「狩勝」の滝川駅 - 帯広駅間と、快速「十勝」の旭川駅 - 帯広駅間を統合する形で運行を開始した。なお、この時に廃止された「十勝」の愛称は特急「おおぞら」から分離された札幌駅 - 帯広駅間の特急「とかち」に引き継がれた。ダイヤについては前身の2列車をほぼ踏襲していたが、2016年（平成28年）3月26日に行われた根室本線の普通列車削減の影響で、滝川発着列車の上り1本が釧路発新得行きの普通列車に格下げされ、滝川系統は滝川発の片道のみとなった。
さらに、同年の台風10号被害による東鹿越駅 - 新得駅間の長期不通の影響により、2018年4月20日付で旭川発着は廃止、滝川系統も滝川発東鹿越行きと新得発池田行きに分割された。そして、2022年3月12日のダイヤ改正で後者が消滅し、滝川駅 - 東鹿越駅間の下り1本のみで運行されていた。
列車名は十勝・石狩国境にまたがる狩勝峠が由来となっている。

## 運行概況
滝川発17時台の下り1本のみが設定されていた。途中東滝川駅と平岸駅を通過し、約1時間51分で終点の東鹿越駅に至る。東鹿越駅では新得行きの代行輸送バスにダイヤが合わせられていた。

### 停車駅
滝川駅 → 赤平駅 → 茂尻駅 → 芦別駅 → 上芦別駅 → 野花南駅 → 富良野駅 → 布部駅 → 山部駅 → 下金山駅 → 金山駅 → 東鹿越駅

### 使用車両
キハ40形気動車が使用された。

### 2016年3月改正時点の運行形態
2016年（平成28年）3月26日のダイヤ改正時点では、以下の運行形態を取っていた。
滝川発系統
滝川発池田行きの下り列車のみ1日1本運行。うち滝川駅 - 帯広駅間を快速列車として約3時間58分で結んだ。帯広駅 - 池田駅間は普通列車として運転された。
旭川駅発着系統
旭川駅 - 帯広駅間を約3時間40分で結び、1日1往復運行。富良野線区間（旭川駅 - 富良野駅）は普通列車（一部の駅を通過）として運転された。
車両は滝川発着列車にはキハ40形気動車が、旭川発着列車にはキハ150形気動車が使用された。

#### 停車駅
滝川系統（帯広駅 - 池田駅間普通列車）
滝川駅 → 赤平駅 → 茂尻駅 → 芦別駅 → 上芦別駅 → 野花南駅 → 富良野駅 → 布部駅 → 山部駅 → 下金山駅 → 金山駅 → 東鹿越駅 → 幾寅駅 → 落合駅 → 新得駅 → 十勝清水駅 → 芽室駅 → 帯広駅 → 札内駅 → 幕別駅 → 利別駅 → 池田駅
旭川系統（旭川駅 - 富良野駅間普通列車）
旭川駅 - 神楽岡駅 - 緑が丘駅 - 西御料駅 -（西瑞穂駅）- 西神楽駅 -（西聖和駅）- 千代ヶ岡駅 - （北美瑛駅） -  美瑛駅 - 美馬牛駅 - 上富良野駅 - 中富良野駅 - 富良野駅 - 山部駅 - 金山駅 - 幾寅駅 - 落合駅 - 新得駅 - 十勝清水駅 - 御影駅 - 芽室駅 -（西帯広駅）- 帯広駅
- カッコの駅は下り帯広行きのみ停車

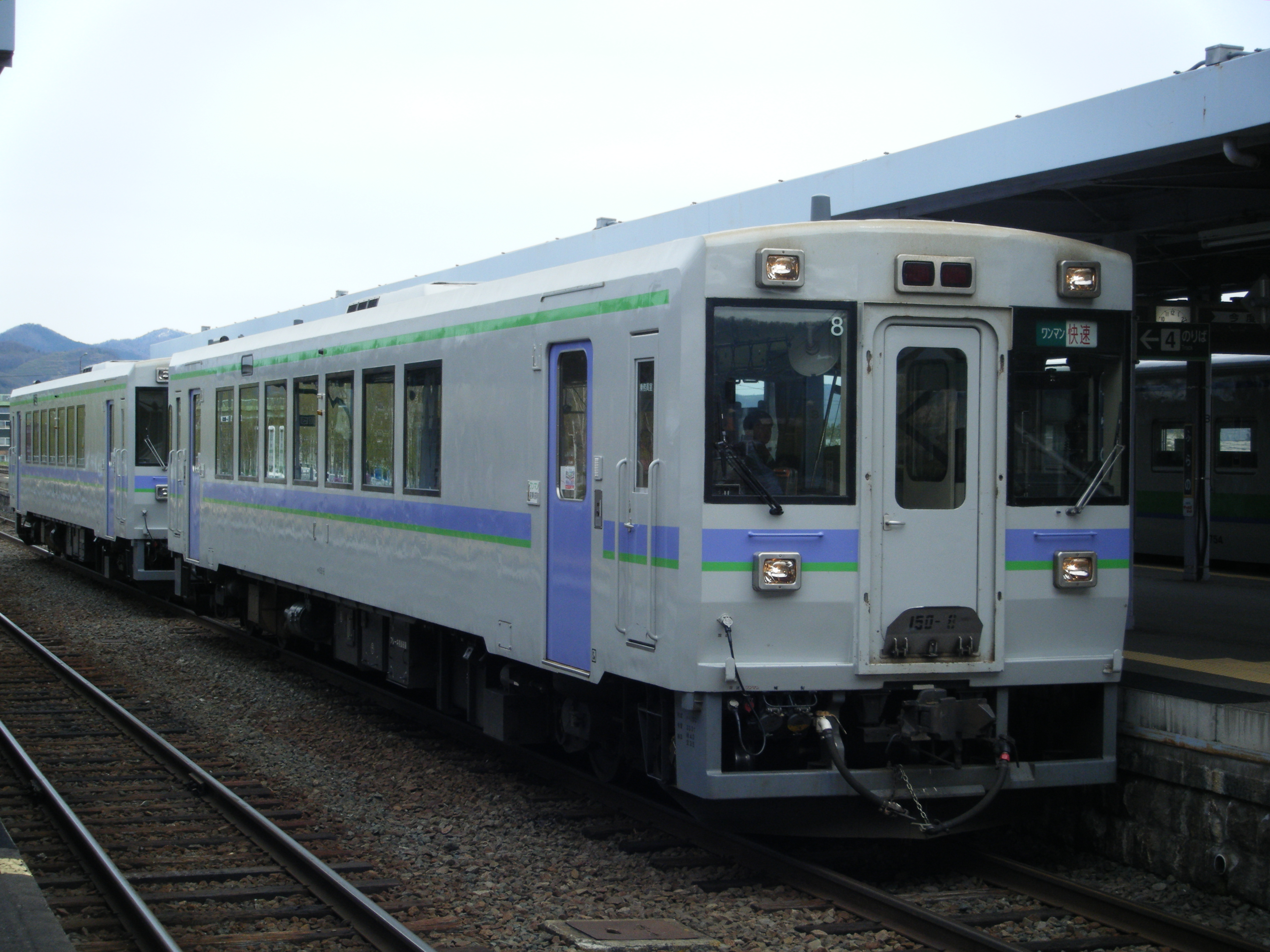
旭川駅発着列車に使用されていたキハ150形
- 滝川 - 富良野間快速（愛称なし）は、車内放送では「狩勝」と案内される

## 急行時代
1950年（昭和25年）10月1日に函館駅 - 釧路駅間（函館本線・根室本線経由）で運行を開始した準急405・406列車を起源とする列車であった。当初は小樽駅 - 釧路駅間を普通列車として運行されていたが、1955年（昭和30年）6月1日に列車番号を407・408列車に変更し、全区間を準急列車化するとともに、網走発着編成（石北本線経由）を連結するようになった。なお、この列車は函館本線内を夜行列車として運行されていた。その後、1958年（昭和33年）7月15日には釧路発着編成に「狩勝」（かりかち）の列車名が与えられた。
1961年（昭和36年）4月15日には56系気動車が導入されて急行列車に昇格し、運行区間が札幌駅 - 釧路駅間に変更される。また、同年6月15日には函館駅 - 根室駅間（函館本線経由）を毎日運行する季節列車が1往復（下り2号・上り1号）増発されたが、この1往復は同年10月1日に運行経路を運行経路を函館駅 - 釧路駅間（室蘭本線・千歳線経由）に変更したうえで急行「摩周」として分離されている。
1962年（昭和37年）5月1日には1往復増発されて2往復となり、うち1往復の一部編成が富良野線経由で旭川駅への乗り入れを開始した。同年10月1日には札幌駅・旭川駅 - 釧路駅間（富良野線経由）での運行となる。
1968年（昭和43年）10月1日には急行「まりも」・「阿寒」・「十勝」を統合している。
1972年（昭和47年）3月15日には札幌駅→根室駅間を運行していた（下り）2号の釧路駅→根室駅間を「ノサップ」として分離。1975年（昭和50年）7月18日には（下り）1号と（上り）2号の旭川駅 - 富良野駅間が普通列車に格下げされるが、1978年（昭和53年）10月2日には根室駅→函館駅間の急行「ニセコ」（上り）2号の根室駅→札幌駅間を統合し、夜行列車を含めた4往復体制となる。1980年（昭和55年）10月1日には、小樽駅 - 釧路駅間の夜行普通列車「からまつ」廃止に伴う代替として、夜行列車に普通車自由席の連結を開始。同時に、旭川駅への乗り入れ（富良野線経由）を終了した。
1981年（昭和56年）10月1日の石勝線開業に伴い、札幌駅 - 帯広駅間の昼行列車1往復と札幌駅 - 釧路駅間の夜行列車1往復が石勝線経由に変更され、「まりも」に改称された。これに伴い、「狩勝」は札幌駅 - 釧路駅間（滝川駅経由、上り1本は根室始発）の2往復のみとなった。1982年（昭和57年）11月15日には1往復に旭川発着編成（富良野線経由）を再度連結するようになったが、富良野線内は普通列車として運行された。
以後、札幌駅 - 帯広駅 - 釧路駅間における広域輸送の役割は石勝線経由にシフトしていき、「狩勝」は徐々に削減されていく。1984年（昭和59年）2月1日には根室駅→札幌駅間を運行する列車の根室駅→釧路駅間が「ノサップ」として分離され、札幌駅 - 釧路駅間運行の1往復についても、帯広駅 - 釧路駅間が普通列車となる。1986年（昭和61年）11月1日には1往復が廃止され、札幌駅 - 釧路駅間運行の1往復（帯広駅 - 釧路駅間は普通列車）のみとなる。
1990年（平成2年）9月1日に快速列車に格下げされ、急行「狩勝」は廃止された。

### 停車駅
旭川発着列車（普通列車格下げ前）の停車駅
旭川駅 - 美瑛駅 - 上富良野駅 - 富良野駅
札幌発着列車（快速列車格下げ前）の停車駅
札幌駅 - 岩見沢駅 - 美唄駅 - 砂川駅 - 滝川駅 - 赤平駅 - 芦別駅 - 富良野駅 - 山部駅 - 幾寅駅 - 新得駅 - 十勝清水駅 - 芽室駅 - 帯広駅 - （各駅停車） - 釧路駅
- 帯広駅 - 釧路駅間は普通列車として運転。
- 国鉄時代は茂尻駅・上芦別駅にも停車していた。

### 使用車両
- キハ56形気動車（急行列車時代）

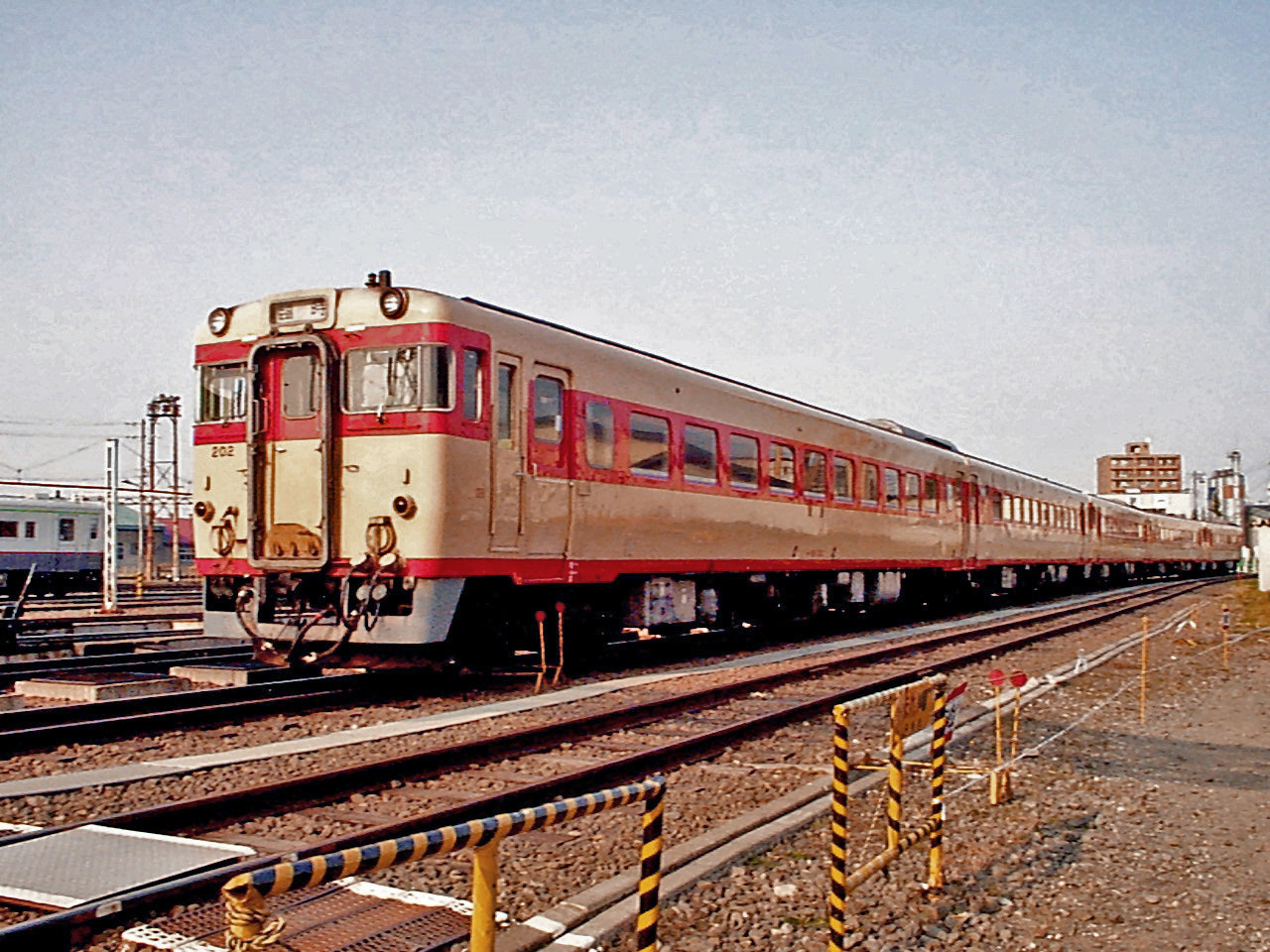
急行列車時代に使用されていたキハ56形

## 沿革
- 1950年（昭和25年）10月1日：函館駅 - 釧路駅間（函館本線・根室本線経由）で運行する準急列車405・406列車が設定される。この列車は小樽駅以東は普通列車の扱いとなる。
- 1955年（昭和30年）6月1日：405・406列車、列車番号を407・408列車に変更し、全区間を準急列車化。これに伴い、網走発着編成（石北本線経由）を連結。なお、函館本線内は夜行列車として運行された。
- 1958年（昭和33年）7月15日：407・408列車の釧路発着編成に「狩勝」の列車名が与えられる[1]。
- 1961年（昭和36年）
  - 4月15日：「狩勝」に56系気動車が導入され、急行列車に格上げされる。これに伴い、運行区間を札幌駅 - 釧路駅間（函館本線・根室本線経由）に変更[1]。
  - 6月15日：函館駅 - 根室駅間（函館本線・根室本線経由）を毎日運行する季節列車として、急行「狩勝」を1往復（（下り）2号・（上り）1号）増発。
  - 10月1日：毎日運行の季節列車だった急行「狩勝」（下り）2号・（上り）1号を廃止。函館駅 - 札幌駅 - 釧路駅間（函館本線・室蘭本線・千歳線・根室本線経由）で運転する急行「摩周」（ましゅう）が設定される。稚内発着（宗谷本線経由）の急行「宗谷」・網走発着（石北本線経由）の急行「オホーツク」を連結した多層建て列車であった。
「摩周」はそれまで、釧路駅 - 網走駅間などで運転されていた準急列車での名称であった。→しれとこ摩周号の項目を参照されたい。
- 1962年（昭和37年）
  - 2月1日：札幌駅 - 滝川駅 - 帯広駅間の急行「十勝」（とかち）が運行開始[1]。
  - 5月1日：急行「狩勝」が1往復増発されて2往復となり、うち1往復の一部編成が富良野線経由で旭川駅への乗り入れを開始。
  - 10月1日：急行「狩勝」のうち1往復を特急「おおぞら」に格上げ。これに伴い、「狩勝」は札幌駅・旭川駅 - 釧路駅間（富良野線経由）での運行となる。
- 1963年（昭和38年）6月1日：札幌駅 - 根室駅間の急行「阿寒」（あかん）が設定される[1]。札幌駅 - 根室駅間の所要時間が9時間に短縮される[3]。
- 1964年（昭和39年）10月1日：急行「摩周」が特急「おおとり」に格上げされて廃止[1][4][5][6]。
- 1967年（昭和42年）10月1日：急行「十勝」に一等車を連結開始。
- 1968年（昭和43年）10月1日：ヨンサントオのダイヤ改正に伴い、昼行の急行「十勝」、夜行の急行「まりも」・「阿寒」をすべて急行「狩勝」に統合し、廃止[1][報道 4]。ただし、根室駅→函館駅間（函館本線・根室本線経由）運行の上り1本のみ「ニセコ」3号としたため、「狩勝」は下り3本・上り2本となる。
- 1972年（昭和47年）3月15日：ダイヤ改正に伴い、札幌駅→根室駅間の急行「狩勝」（下り）2号のうち、釧路駅→根室駅間を急行「ノサップ」として分離。
- 1975年（昭和50年）7月18日：急行「狩勝」（下り）1号・（上り）2号のうち、旭川駅 - 富良野駅間を普通列車に格下げ。
  - 廃止時停車駅：旭川駅 - 美瑛駅 - 上富良野駅 - 富良野駅
- 1978年（昭和53年）10月2日：ダイヤ改正に伴い、根室駅→函館駅間の急行「ニセコ」（上り）2号を札幌駅で系統分離し、「狩勝」上り1本増発。これに伴い、「狩勝」夜行列車を含めた4往復体制となる。
- 1980年（昭和55年）10月1日：「狩勝」の旭川駅乗り入れ（富良野線経由）を終了。
- 1981年（昭和56年）10月1日：石勝線開業[2][新聞 1]に伴うダイヤ改正により、「狩勝」の札幌駅 - 帯広駅間運行の列車と札幌駅 - 釧路駅間運行の夜行列車を石勝線経由に変更し、急行「まりも」として分離[1][報道 4]。これに伴い、「狩勝」は札幌駅 - 釧路駅間（滝川駅経由、上り1本は根室発）の2往復となる。
- 1982年（昭和57年）11月15日：ダイヤ改正に伴い、「狩勝」の1往復に旭川発着列車（富良野線経由）を再び連結。ただし、富良野線内は普通列車とする。
- 1984年（昭和59年）2月1日：このときのダイヤ改正に伴い、「狩勝」の根室駅→札幌駅間上り1本のうち、根室駅→釧路駅間を急行「ノサップ」として分離。また、札幌駅 - 釧路駅間運行の「狩勝」1往復を札幌駅 - 帯広駅間に短縮し、帯広駅 - 釧路駅を普通列車に格下げ。
- 1986年（昭和61年）11月1日：国鉄最後のダイヤ改正に伴い、「狩勝」1往復が旭川駅・滝川駅 - 帯広駅間（富良野線経由）の快速「十勝」に格下げされ、廃止。「狩勝」は札幌駅 - 釧路駅間運行の1往復（帯広駅 - 釧路駅間は普通列車）のみとなる。なお、「狩勝」の停車駅だった幕別駅・豊頃駅は優等列車通過駅となる。
- 1987年（昭和62年）4月1日：国鉄分割民営化に伴い、北海道旅客鉄道（JR北海道）による運行に移行。
- 1990年（平成2年）9月1日：急行「狩勝」が快速列車に格下げされ、廃止[1]。同時に快速「十勝」を「狩勝」に改称・統合し、快速「狩勝」は滝川駅・旭川駅 - 帯広駅間の運行となる。
- 1994年（平成6年）：臨時快速「ホリデーおびひろ」運行開始[新聞 2][要出典]。
- 1995年（平成7年）7月1日：臨時快速「ホリデーあさひかわ」運行開始[7]。
両列車とも、春休みやゴールデンウィーク、夏休み期間に運行。下り（帯広行き）が「ホリデーおびひろ」、上り（旭川行き）が「ホリデーあさひかわ」として、下りが旭川駅を午前に発車し、上りは帯広駅を午後に発車していた。
- 1997年（平成9年）頃：下り「ホリデーおびひろ」が旭川駅を午後に、上り「ホリデーあさひかわ」が帯広駅を午前に発車するダイヤに変更。快速「狩勝」の間合い運用。なお、この間に上り、美瑛駅→旭川駅間を各駅停車化。停車駅としては以下の通りとなった。
  - 「ホリデーおびひろ」・「ホリデーあさひかわ」停車駅
旭川駅 - 美瑛駅 - 富良野駅 - 山部駅 - 幾寅駅 - 新得駅 - 十勝清水駅 - 芽室駅 - 帯広駅
    - 「ホリデーあさひかわ」の美瑛駅→旭川駅間は各駅停車。
- 2003年（平成15年）1月5日：「ホリデーおびひろ」・「ホリデーあさひかわ」利用低迷によりこの日限りで運転中止。
- 2016年（平成28年）3月26日：ダイヤ改正に伴う普通列車削減の影響で、（釧路発帯広行きの普通列車から続く帯広発滝川行きの快速「狩勝」上り1本が廃止され、帯広発新得行きの普通列車に格下げ。「狩勝」の滝川系統が滝川発の片道のみとなる[報道 2][報道 3]。
- 2024年（令和6年）3月15日：普通列車に格下げされ、廃止[報道 1]。

### 報道発表資料
1. 1 2  『2024年3月改正について』（PDF）（プレスリリース）北海道旅客鉄道、2023年12月14日。2023年12月14日閲覧。
2. 1 2  『ご利用の少ない列車見直しのご説明状況について』（PDF）（プレスリリース）北海道旅客鉄道、2015年11月27日。オリジナルの2015年11月28日時点におけるアーカイブ。2015年11月28日閲覧。
3. 1 2  『3月26日以降の普通列車時刻について』（PDF）（プレスリリース）北海道旅客鉄道、2016年2月8日。オリジナルの2016年2月9日時点におけるアーカイブ。2016年2月9日閲覧。
4. 1 2 3 4  『道内夜行特急列車の運転終了について』（PDF）（プレスリリース）北海道旅客鉄道、2008年4月18日。オリジナルの2008年9月16日時点におけるアーカイブ。2008年9月16日閲覧。

### 新聞記事
1. 1 2  “石勝線きょう開業”. 北海道新聞（フォト海道） (北海道新聞社). (1981年10月1日).  オリジナルの2015年10月18日時点におけるアーカイブ。 2015年10月18日閲覧。
2. ↑  「帯広へ臨時快速列車 土・日・祝日に運行 1日からJR旭川」『北海道新聞』1994年9月28日付夕刊7面。

### 書籍
- 田中和夫（監修）『写真で見る北海道の鉄道』 上巻 国鉄・JR線、北海道新聞社（編集）、2002年7月15日、82-83頁。ISBN 978-4-89453-220-5。ISBN 4-89453-220-4。
- 鼠入昌史・松原一己『特急・急行トレインマーク図鑑』双葉社、2015年8月23日、12-14頁。ISBN 978-4-575-30931-7。ISBN 4-575-30931-1。

### 雑誌
- 鉄道ジャーナル社（編集・発行）『鉄道ジャーナル』第21巻第2号（通巻242号）、成美堂出版、1987年2月1日、24頁、ISSN 0288-2337。